# Манн, Саймон
Саймон Фрэнсис Манн (англ. Simon Francis Mann; 26 июня 1952, Олдершот, Гэмпшир — 8 мая 2025, Лондон) — британский офицер Специальной воздушной службы (SAS), позднее наёмник. После обучения в Сандхерсте и был распределён в шотландский гвардейский полк. Позднее стал членом Специальной воздушной службы (SAS). После ухода из армии в 1996 году совместно с бывшим полковником Шотландской гвардии Тимом Спайсером основал военную компанию Sandline International. Компания действовала в основном в Анголе и Сьерра-Леоне, но публичные протесты против контракта с правительством Папуа-Новой Гвинеи привели к отставке премьер-министра Папуа-Новой Гвинеи, что стало известно как дело Sandline.
7 марта 2004 года Манн, как утверждается, возглавил попытку государственного переворота в Экваториальной Гвинее. Был арестован полицией Республики Зимбабве в международном аэропорту Хараре вместе с 64 другими наемниками, позже назвав себя «менеджером, а не архитектором» переворота. Отсидел три года из четырехлетнего тюремного срока в Зимбабве прежде чем был экстрадирован в Экваториальную Гвинею, где отсидел менее двух лет34+1⁄3 года лишения свободы до помилования по гуманитарным соображениям.
Умер от сердечного приступа у себя дома в Лондоне 8 мая 2025 года в возрасте 72 лет.